# Irvingia
Para Irvingia F.Muell., ver su sinonimia Polyscias.
Irvingia es un género de árboles de la familia Irvingiaceae. Es originario de África y del sudeste de Asia.  Llevan frutos comestibles similar al mango que son especialmente valorados por su grasa y proteínas.

## Descripción
Las nueces son sutilmente aromáticas y suelen secarse al sol para su conservación,  se venden enteras o en polvo. Pueden ser molidas en una pasta conocida diversamente como el pan o el chocolate dika gabón. Su alto contenido de mucílago les permiten ser utilizadas como espesantes de platos tales como la sopa ogbono. Las nueces también puede ser presionadas para la obtención de aceite vegetal.

## Usos
El fruto es una gran drupa, con una carne fibrosa.
Los árboles producen una madera dura, útil en la construcción.

## Especies
- Irvingia excelsa Mildbr.
- Irvingia fusca Tiegh.
- Irvingia gabonensis (Aubry-LeComte ex O'Rorke) Baill.
- Irvingia grandifolia (Engl.) Engl.
- Irvingia laeta Tiegh.
- Irvingia malayana Oliv. ex A. W. Benn.
- Irvingia platycarpa Tiegh.
- Irvingia robur Mildbr.
- Irvingia smithii Hook.f.
- Irvingia tenuifolia Hook.f.
- Irvingia tenuinucleata Tiegh.
- Irvingia wombulu Vermoesen